# Archives départementales de la Haute-Loire

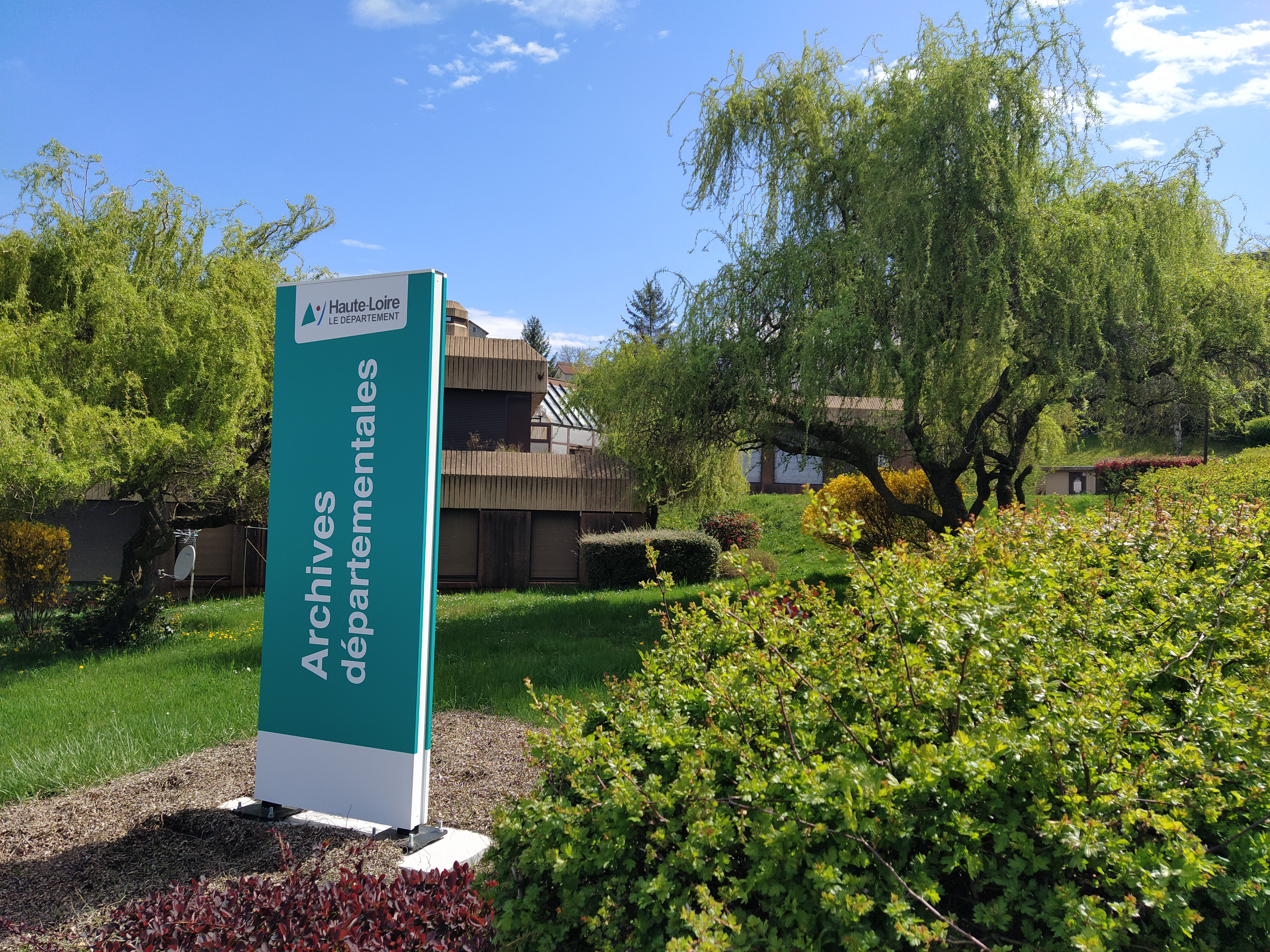
Bâtiment des Archives départementales de la Haute-Loire, vue du côté de l'entrée publique, façade ouest.

Les archives départementales de la Haute-Loire sont un service du conseil départemental de la Haute-Loire, chargé de collecter les archives, de les classer, les conserver et les mettre à la disposition du public. Le patrimoine écrit conservé aux Archives départementales de la Haute-Loire couvre plus de mille ans d’histoire.

## Directeurs
- 1840-1880 : Auguste Aymard
- 1880-1921 : Antoine Jacotin
- 1922-1924 : Pierre-François Fournier
- 1924-1943 : Étienne Delcambre
- 1943-1945 : Pierre Durye
- 1945-1948 : Henri Boullier de Branche
- 1948-1951 : Bernard Jarry
- 1951-1955 : Édouard Leroux
- 1955-1958 : Simone de Saint-Exupéry
- 1959-1962 : Françoise Pathie-Bercé
- 1962-1966 : Hubert Collin
- 1966-1971 : Pierre Thilliez
- 1971-1972 : Nicole Gotteri
- 1972-1988 : Yves Soulingeas
- 1989-2021 : Martin de Framond
- Depuis 2021 : Jean-Bernard Moné

## Pour approfondir